# Kyle Lake-Bryan
Kyle Lake-Bryan, né le 23 octobre 2001, est un footballeur international anguillan évoluant au poste d'attaquant.

## Biographie

### En sélection
Le 15 octobre 2019, Lake-Bryan honore sa première sélection avec Anguilla contre Porto Rico, dans le cadre de la Ligue C de la Ligue des nations de la CONCACAF 2019-2020. À cette occasion, Lake-Bryan inscrit son premier but international (défaite 2-3).